# George R. R. Martin
Pour les articles homonymes, voir George Martin (homonymie) et Martin.
Œuvres principales
- Le Trône de fer
- Chanson pour Lya
- Armageddon Rag
- L'Agonie de la lumière
- Feu et Sang

George R. R. Martin (/d͡ʒɔɹd͡ʒ ɑɹ ɑɹ ˈmɑɹtɪn/), né le 20 septembre 1948 à Bayonne (New Jersey), est un écrivain américain de science-fiction et de fantasy, également scénariste et producteur de télévision. Son œuvre la plus célèbre est la série romanesque inachevée du Trône de fer, adaptée sous forme de série télévisée par HBO sous le titre Game of Thrones. Il a été récompensé par de très nombreux prix littéraires et a été sélectionné par le magazine Time comme l'une des personnes les plus influentes du monde en 2011. Il est aujourd'hui considéré comme le « Tolkien américain »,.

## Biographie
George Raymond Richard Martin grandit dans un milieu modeste, avec un père docker. Il a deux sœurs cadettes, Darleen et Janet. Pendant ses études secondaires, il développe un intérêt pour les comics, et notamment les histoires de super-héros de Marvel. Il écrit des fanfictions et remporte en 1966 le prix Alley (catégorie « fan ») de la meilleure fanfiction pour son histoire Powerman vs. the Blue Barrier. En 1971, il sort diplômé en journalisme de l'université Northwestern mais, après être retourné dans sa ville natale, il ne peut y trouver un emploi de journaliste et passe l'été à écrire des nouvelles, se découvrant une vocation d'écrivain.
Objecteur de conscience, il accomplit au lieu de partir au Viêt Nam deux ans de volontariat dans le cadre du programme de la guerre contre la pauvreté entre 1972 et 1974. Entre 1973 et 1976, il est superviseur de tournois d'échecs, puis chargé de cours de journalisme à la Clarke University de Dubuque de 1976 à 1978. En même temps, il écrit des nouvelles de science-fiction qui lui valent une certaine reconnaissance. Il remporte en 1975 le prix Hugo du meilleur roman court pour Chanson pour Lya. En 1975, il se marie avec Gale Burnick mais le couple divorce en 1979. La même année, Martin devient écrivain à plein temps. En 1980, il remporte le prix Hugo, le prix Locus et le prix Nebula pour sa nouvelle Les Rois des sables. Outre ses nombreux récits de science-fiction, Martin aborde aussi le genre de l'horreur avec ses romans Riverdream (1982) et Armageddon Rag (1983).

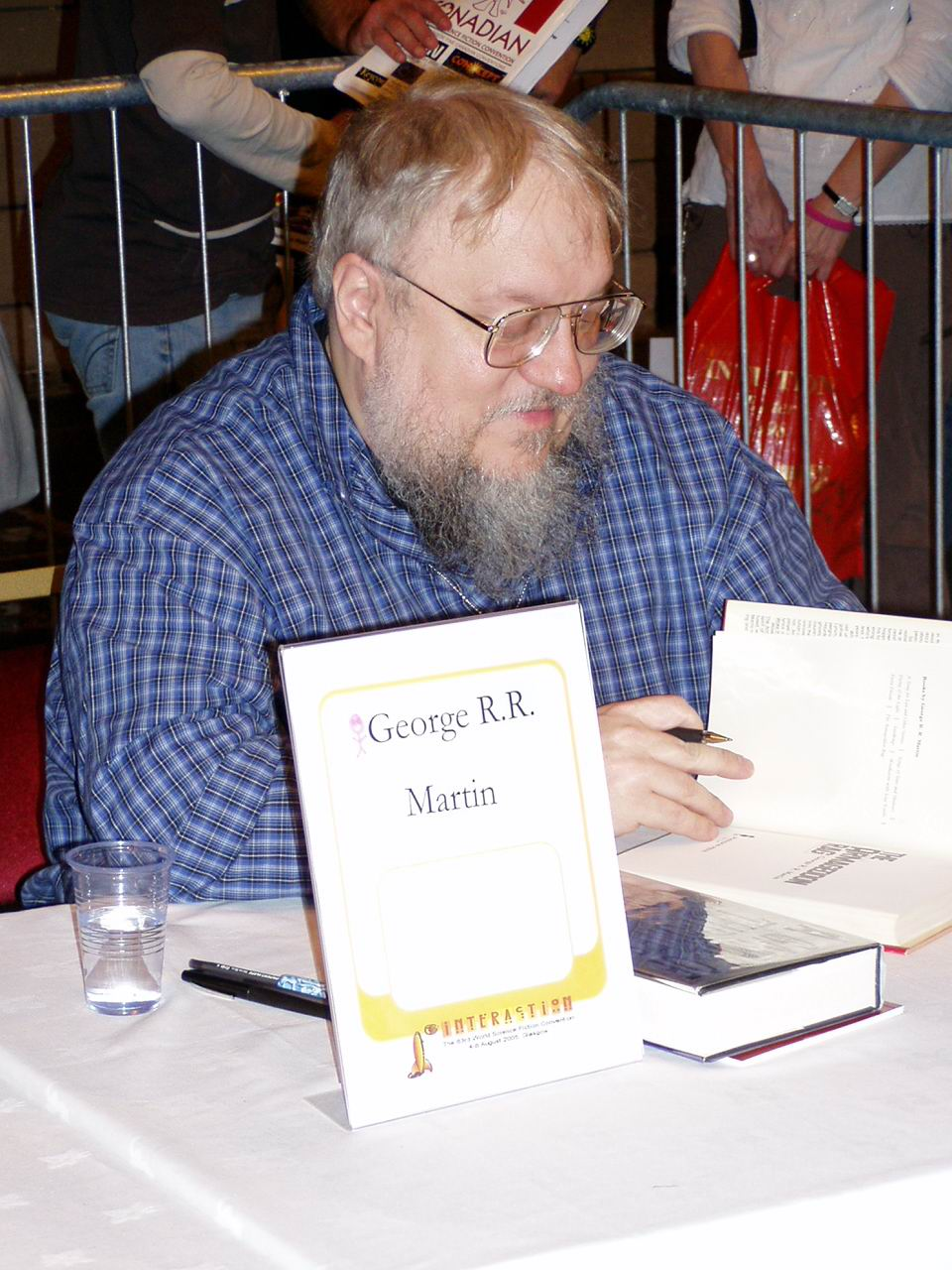
George R. R. Martin au Worldcon 2005 à Glasgow.

Au milieu des années 1980, il travaille pour la télévision comme scénariste pour les séries télévisées La Cinquième Dimension et La Belle et la Bête, participant aussi à la production de cette dernière série. En 1987 une de ses nouvelles, Le Volcryn, est adaptée au cinéma avec le film Nightflyers (elle le sera de nouveau, mais en série cette fois, en 2018). Parallèlement à ces travaux, il entame dès 1987 un travail d'éditeur avec une série nommée Wild Cards et composée de recueils de nouvelles et de romans de science-fiction mettant en œuvre des super-héros.
Au début des années 1990, las de voir son imagination restreinte par les limitations imposées par le format télévisé, il revient à l'écriture en entamant le cycle de fantasy Le Trône de fer (A Song of Ice and Fire),. Le premier volume, A Game of Thrones est publié en 1996. Il est assez rapidement suivi de A Clash of Kings (1999) et A Storm of Swords (2001). Ces trois romans remportent le prix Locus du meilleur roman de fantasy et la saga connaît un succès commercial grandissant. Martin connaît ensuite des difficultés pour écrire les volumes suivants, A Feast for Crows et A Dance with Dragons, qui sortent respectivement en 2005 et 2011 et se classent tous les deux à la première place de la liste des bestsellers du New York Times. A Dance with Dragons reçoit le prix Locus du meilleur roman de fantasy.
En janvier 2007, la chaîne de télévision HBO acquiert les droits d'adaptation du Trône de fer dans l'intention d'en faire une série télévisée. Le pilote est tourné à la fin 2009 et la série Game of Thrones commence à être diffusée en avril 2011. George R. R. Martin participe à sa production et écrit le scénario d'un épisode pour chacune des quatre premières saisons.

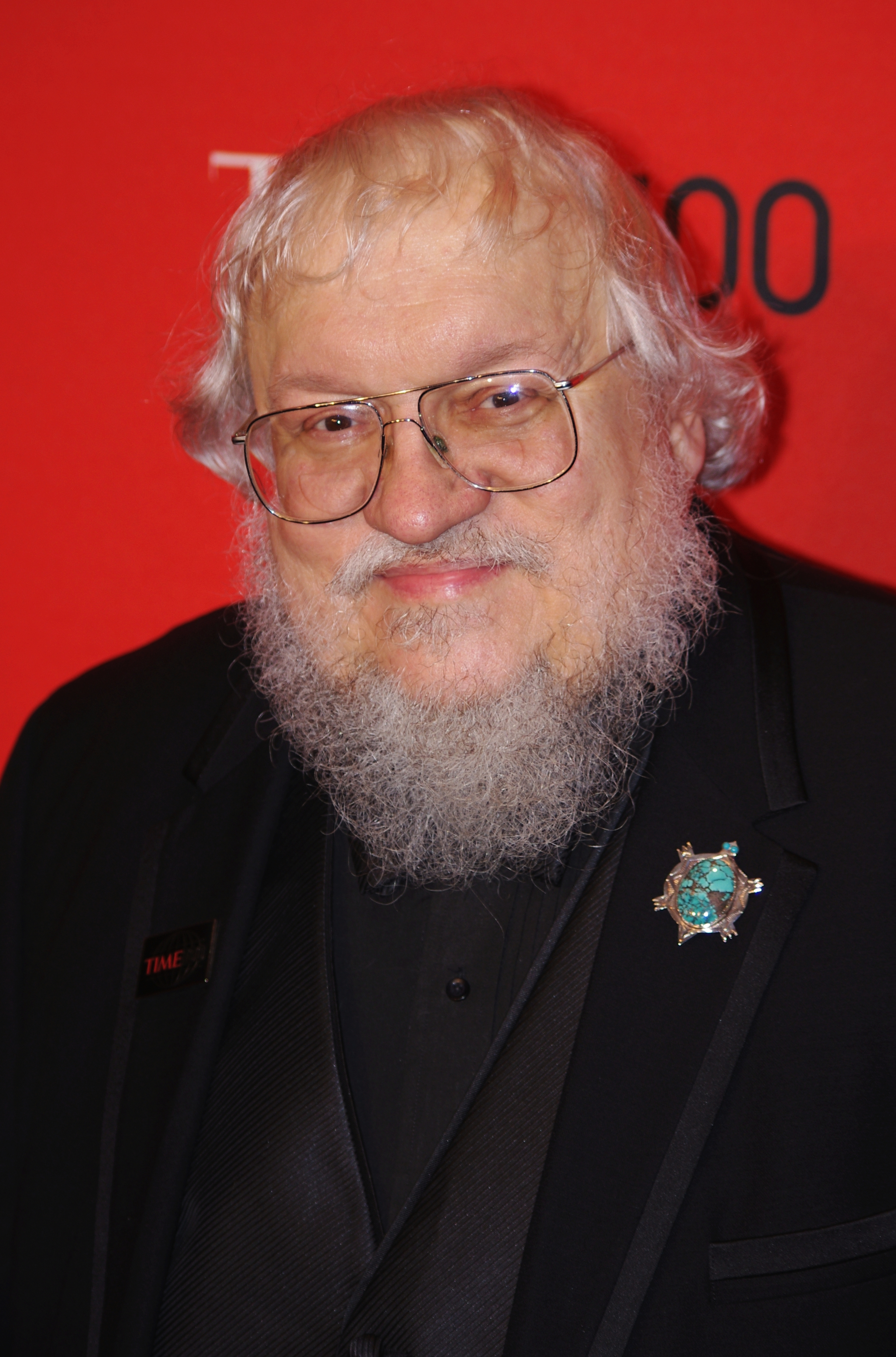
George R. R. Martin au gala du Time 100 en 2011.

En 2013, il précise, lors d'une interview à la BBC, utiliser WordStar comme traitement de texte, sur un ordinateur sous MS-DOS, pour éviter le superflu et se concentrer à sa rédaction. Il utilise cependant un autre ordinateur pour les activités communes nécessitant Internet.

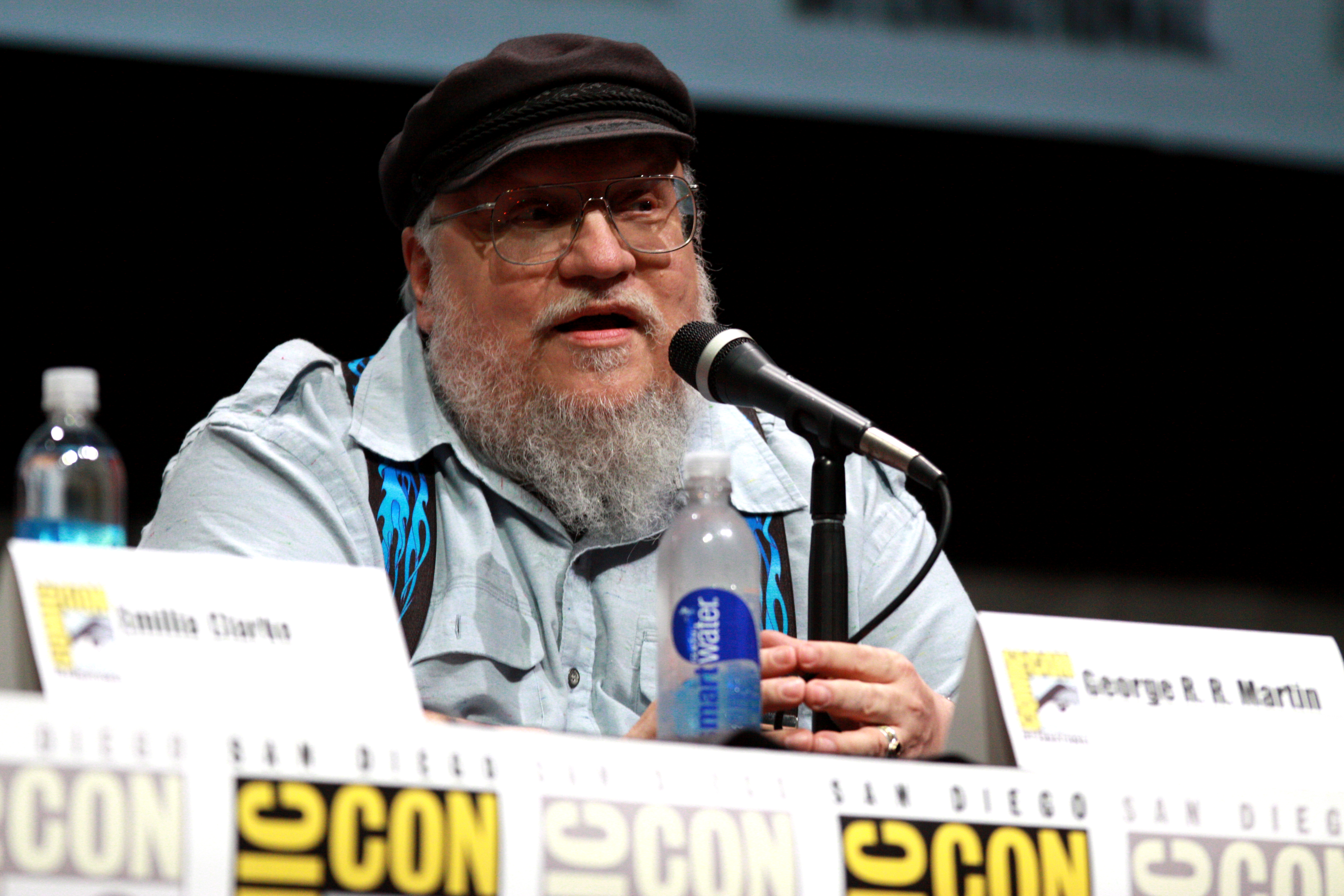
L'auteur répondant aux questions lors du San Diego Comic- Con en 2013.

En 2015 il participe à un épisode de la série Z Nation, en tant qu'invité, incarnant un zombie.
En août 2016, Universal Cable Productions a acquis les droits d’adaptation de la série d'anthologies Wild Cards dans l'intention d'en faire une série télévisée. Du fait de son contrat d'exclusivité avec HBO, diffuseur de la série Game of Thrones, l'auteur a affirmé qu'il ne serait pas impliqué dans cette adaptation.
En 2017, il devient producteur exécutif pour une série de la HBO qui reprend le roman de Nnedi Okorafor, Qui a peur de la mort ?

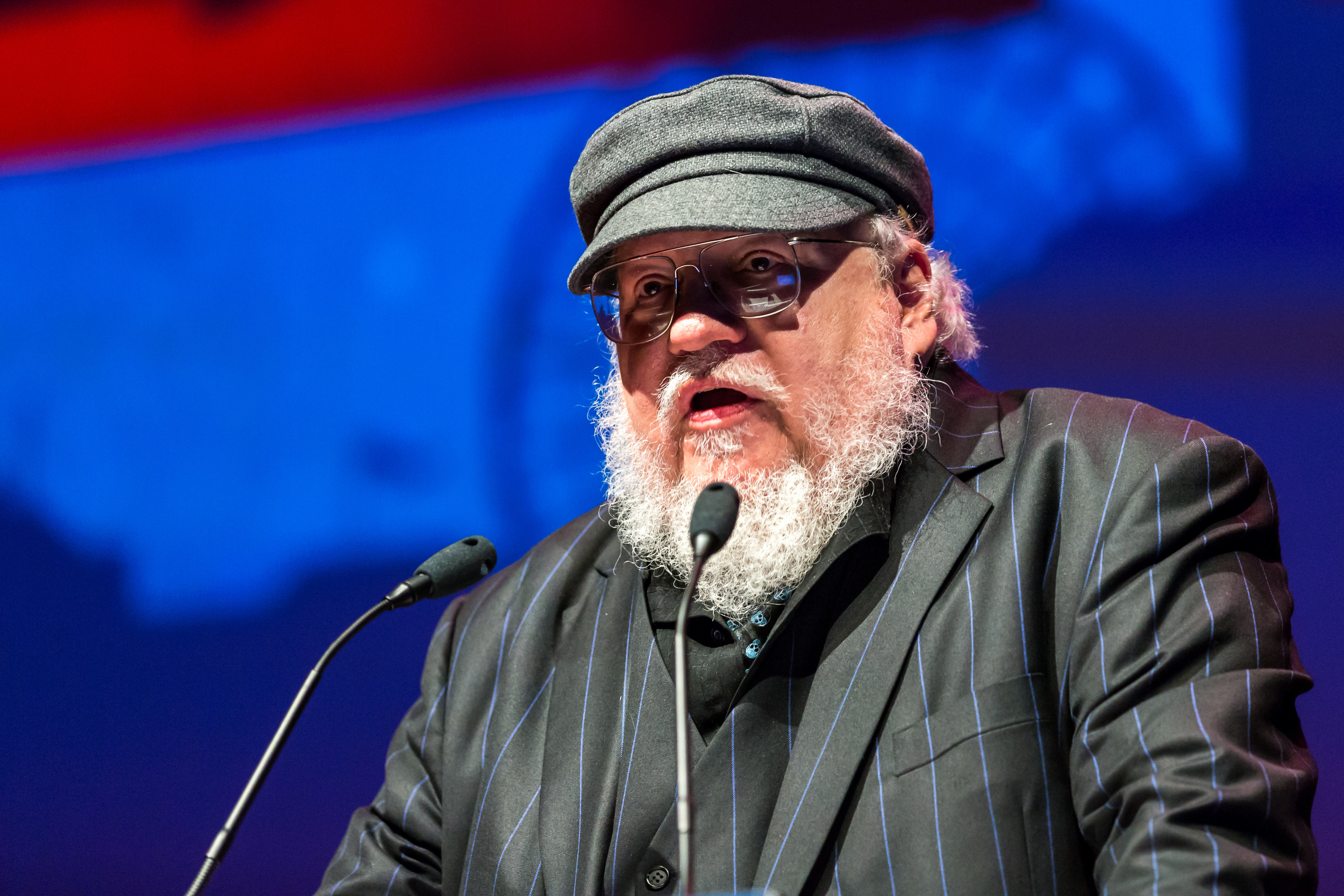
George R. R. Martin au Worldcon 75 à Helsinki (Finlande) durant la cérémonie des prix Hugo, en 2017.

En mars 2019, des rumeurs rapportent que George R. R. Martin aurait été approché par un studio japonais pour travailler comme consultant dans un jeu vidéo, ce que l'auteur confirme dans son blog deux mois plus tard. Le 9 juin 2019, lors de la conférence Xbox à l'E3 2019, Elden Ring le nouveau jeu de FromSoftware, pour lequel Martin a collaboré, fait sa première apparition, alors que le titre et le logo du jeu avaient fuité à la suite d'une faille de sécurité chez l'éditeur, Bandai Namco Entertainment, dans la nuit du 7 au 8 juin. Son travail sur Elden Ring a été récompensé par le prix Nebula du meilleur scénario pour un jeu 2022.
George R. R. Martin vit désormais à Santa Fe, où il possède un cinéma,, et s'est marié le 15 février 2011 avec Parris McBride, sa compagne depuis les années 1980.

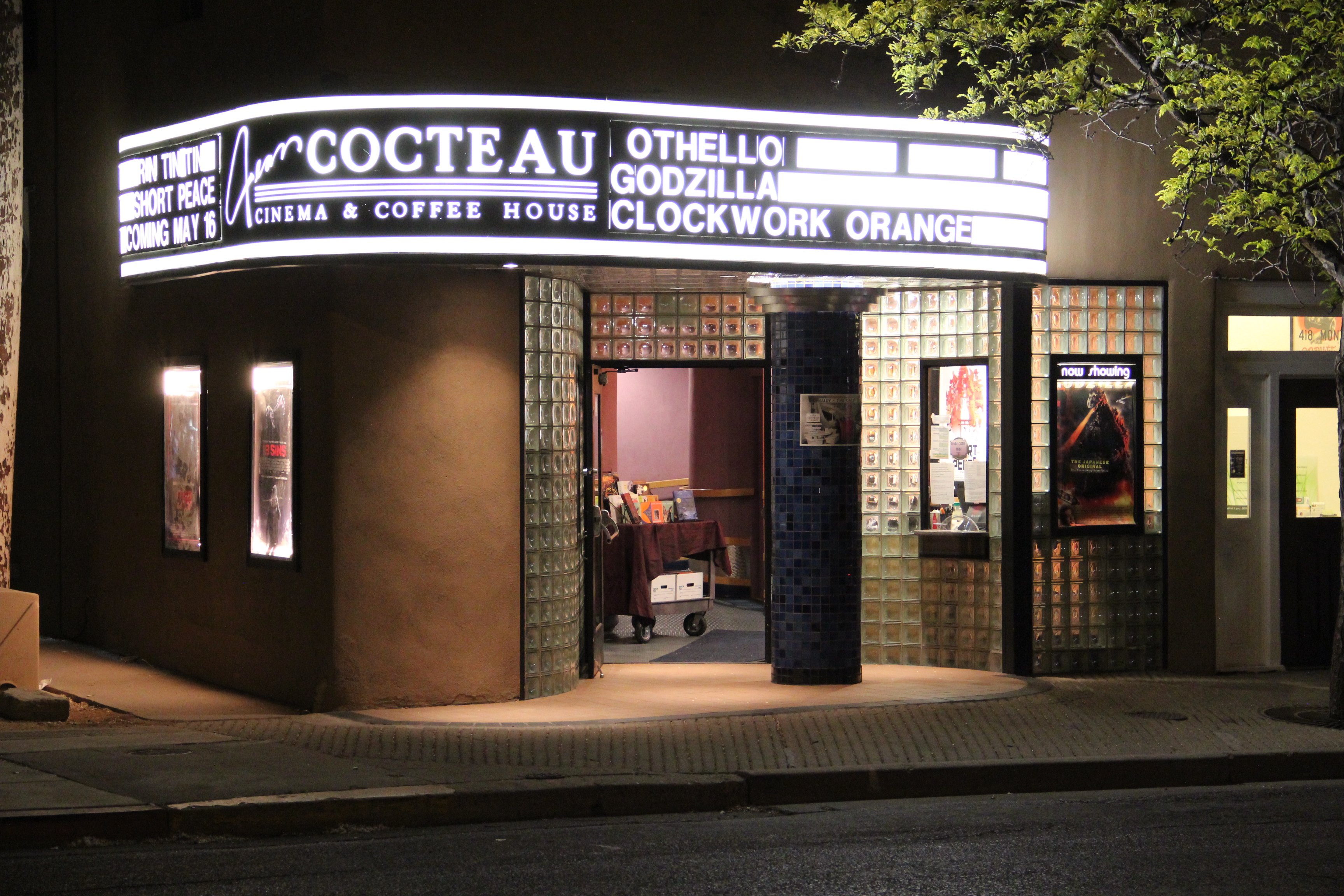
Le Cinéma Jean Cocteau, vue de nuit à Santa Fe, propriété de l'auteur depuis 2013.

## Thèmes
L'univers de Martin est souvent sombre et cynique et empreint de mélancolie. Ses personnages sont souvent malheureux ou au moins insatisfaits. Ils ont une dimension tragique et un sort fatal leur est souvent réservé. Cet aspect sombre et pessimiste peut être un obstacle pour certains lecteurs. Dans Le Trône de fer, l’écriture de chaque chapitre met en scène un des personnages principaux, ce qui permet au lecteur de voir l’histoire progresser par différents lieux et points de vue. En outre, Martin en vient rapidement à utiliser les perspectives des méchants, renversant ainsi toute vision manichéenne qu'aurait pu avoir le lecteur puisque, bien souvent, les « méchants » eux aussi ont leurs raisons. L'auteur a souvent affirmé s'être inspiré, pour Le Trône de fer, de la saga historique Les Rois maudits de l'écrivain français Maurice Druon.

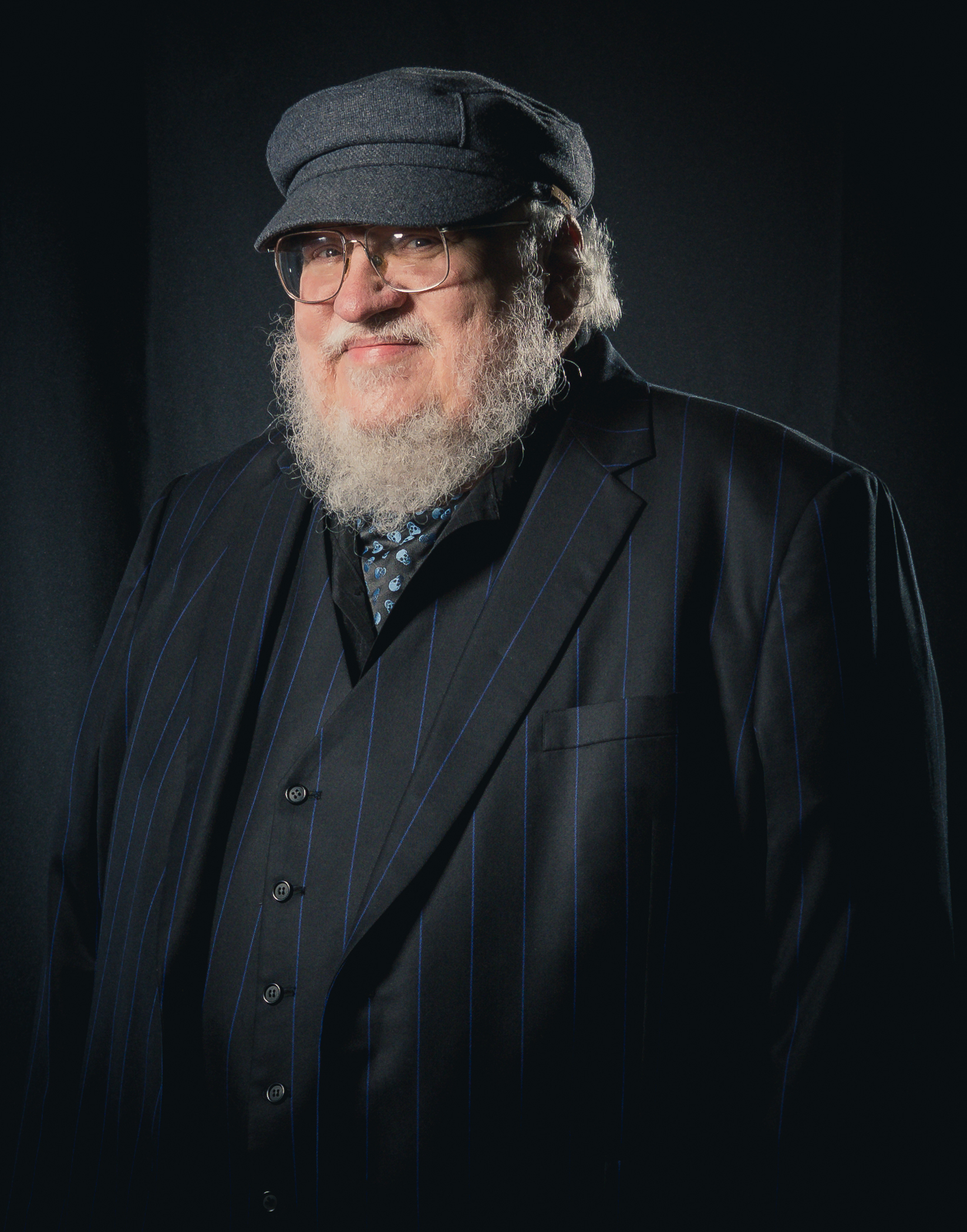
Portrait de George R. R. Martin en 2017.

Dans ses nouvelles de science-fiction, les principaux thèmes abordés sont la solitude, les relations humaines, la religion (notamment la religion catholique) et le rapport de l'homme à Dieu, l'amour tragique, le romantisme et l'opposition entre une dure vérité et un mensonge réconfortant.

### Parodie
Dans la cinquième saison d’Epic Rap Battles of History, George R. R. Martin affronte l’écrivain anglais J. R. R. Tolkien.

## Œuvres

### Auteur

#### Cycle duTrône de fer
Nous sommes en 297 après la Conquête. Dans le royaume des Sept Couronnes, Jon Arryn, la Main du Roi, est mort. Pour le remplacer, le roi Robert Baratheon fait appel à son ami d'enfance, Lord Eddard Stark, gouverneur du Nord, qui l'avait aidé à conquérir le trône quinze ans auparavant lors d'une rébellion contre l'ancien souverain, Aerys II Targaryen. Homme loyal s'étant tenu loin de la cour, Eddard va se retrouver plongé au cœur des complots et des intrigues que se livrent les seigneurs des Sept Couronnes pour s'emparer du Trône de fer.
Au même moment, à l'Est, Viserys et Daenerys Targaryen, les derniers survivants de l'ancienne dynastie Targaryen, tentent de constituer une armée afin de reprendre le trône de leur père. Mais la plus grande menace qui pèse sur les Sept Couronnes viendrait plutôt du Nord où, au-delà d'un immense mur de glace, des morts seraient en train de revenir à la vie pour s'en prendre aux vivants...
La série compte cinq tomes en anglais, pour un total de sept prévus. Chaque tome a été découpé dans la version française en deux, trois, ou quatre tomes plus petits, puis regroupés dans des versions intégrales, reprenant le découpage original. Le tableau ci-dessous montre les équivalences entre le découpage de la version française et celui de la version originale en anglais.
George R.R. Martin espère pouvoir publier un nouveau tome du Trône de fer en 2021. Pour faire patienter ses fans, il a annoncé que le personnage de Hodor n'est pas mort.
| Version originale    | Version originale                   | Version originale                   | Version originale                   | Version originale                   | Version originale                      | Version française                    | Version française | Version française | Version française             | Version française               |
| Titre                | Édition américaine (Bantam Spectra) | Édition américaine (Bantam Spectra) | Édition britannique (Voyager Books) | Édition britannique (Voyager Books) | Édition limitée                        | Titre                                | Grand format      | Poche             | Intégrale                     | Intégrale                       |
| Titre                | Hardcover                           | Paperback                           | Hardcover                           | Paperback                           | Édition limitée                        | Titre                                | Pygmalion         | J’ai Lu           | Pygmalion                     | J’ai Lu                         |
| -------------------- | ----------------------------------- | ----------------------------------- | ----------------------------------- | ----------------------------------- | -------------------------------------- | ------------------------------------ | ----------------- | ----------------- | ----------------------------- | ------------------------------- |
| A Game of Thrones    | 1er août 1996                       | 4 août 1997                         | Août 1996                           | Septembre 1997                      | 12 mars 2001 ill. de Jeffrey Jones     | Le Trône de fer                      | 12 juin 1998      | 17 janvier 2001   | Tome 1 24 septembre 2008      | L’Intégrale 1 20 janvier 2010   |
| A Game of Thrones    | 1er août 1996                       | 4 août 1997                         | Août 1996                           | Septembre 1997                      | 12 mars 2001 ill. de Jeffrey Jones     | Le Donjon rouge                      | 18 janvier 1999   | 24 septembre 2001 | Tome 1 24 septembre 2008      | L’Intégrale 1 20 janvier 2010   |
| A Clash of Kings     | 2 février 1999                      | 5 septembre 2000                    | Octobre 1999                        | 6 janvier 2003                      | 11 avril 2005 ill. de John Howe        | La Bataille des rois                 | 16 février 2000   | 11 janvier 2002   | Tome 2 23 mars 2009           | L’Intégrale 2 20 janvier 2010   |
| A Clash of Kings     | 2 février 1999                      | 5 septembre 2000                    | Octobre 1999                        | 6 janvier 2003                      | 11 avril 2005 ill. de John Howe        | L’Ombre maléfique                    | 17 mai 2000       | 12 avril 2002     | Tome 2 23 mars 2009           | L’Intégrale 2 20 janvier 2010   |
| A Clash of Kings     | 2 février 1999                      | 5 septembre 2000                    | Octobre 1999                        | 6 janvier 2003                      | 11 avril 2005 ill. de John Howe        | L’Invincible Forteresse              | 9 octobre 2000    | 29 août 2002      | Tome 2 23 mars 2009           | L’Intégrale 2 20 janvier 2010   |
| A Storm of Swords    | 31 octobre 2000                     | 28 mai 2002                         | Steel and Snow 2 juin 2001          | Steel and Snow 7 avril 2003         | 17 septembre 2006 ill. de Charles Vess | Les Brigands / Intrigues à Port-Réal | 15 octobre 2001   | 10 mars 2003      | L’Intégrale 3 27 février 2013 | L’Intégrale 3 8 mai 2010        |
| A Storm of Swords    | 31 octobre 2000                     | 28 mai 2002                         | Steel and Snow 2 juin 2001          | Steel and Snow 7 avril 2003         | 17 septembre 2006 ill. de Charles Vess | L’Épée de feu                        | 12 avril 2002     | 5 septembre 2003  | L’Intégrale 3 27 février 2013 | L’Intégrale 3 8 mai 2010        |
| A Storm of Swords    | 31 octobre 2000                     | 28 mai 2002                         | Blood and Gold Août 2001            | Blood and Gold 7 avril 2003         | 17 septembre 2006 ill. de Charles Vess | Les Noces pourpres                   | 20 septembre 2002 | 3 mars 2004       | L’Intégrale 3 27 février 2013 | L’Intégrale 3 8 mai 2010        |
| A Storm of Swords    | 31 octobre 2000                     | 28 mai 2002                         | Blood and Gold Août 2001            | Blood and Gold 7 avril 2003         | 17 septembre 2006 ill. de Charles Vess | La Loi du régicide                   | 3 février 2003    | 10 septembre 2004 | L’Intégrale 3 27 février 2013 | L’Intégrale 3 8 mai 2010        |
| A Feast for Crows    | 8 novembre 2005                     | 26 septembre 2006                   | 17 octobre 2005                     | 2 mai 2006                          |                                        | Le Chaos                             | 1er juin 2006     | 8 juin 2007       | L’Intégrale 4 3 avril 2013    | L’Intégrale 4 29 septembre 2010 |
| A Feast for Crows    | 8 novembre 2005                     | 26 septembre 2006                   | 17 octobre 2005                     | 2 mai 2006                          | Les Sables de Dorne                    | 18 octobre 2006                      | 9 novembre 2007   |                   | L’Intégrale 4 3 avril 2013    | L’Intégrale 4 29 septembre 2010 |
| A Feast for Crows    | 8 novembre 2005                     | 26 septembre 2006                   | 17 octobre 2005                     | 2 mai 2006                          | Un festin pour les corbeaux            | 9 novembre 2007                      | 14 janvier 2009   |                   | L’Intégrale 4 3 avril 2013    | L’Intégrale 4 29 septembre 2010 |
| A Dance with Dragons | 12 juillet 2011                     | 28 août 2012                        | 12 juillet 2011                     | Dreams and Dust 15 mars 2012        |                                        | Le Bûcher d'un roi                   | 14 mars 2012      | 4 septembre 2013  | L’Intégrale 5 5 novembre 2014 | L’Intégrale 5 8 avril 2015      |
| A Dance with Dragons | 12 juillet 2011                     | 28 août 2012                        | 12 juillet 2011                     | Dreams and Dust 15 mars 2012        | Les Dragons de Meereen                 | 5 septembre 2012                     | 5 novembre 2014   |                   | L’Intégrale 5 5 novembre 2014 | L’Intégrale 5 8 avril 2015      |
| A Dance with Dragons | 12 juillet 2011                     | 28 août 2012                        | 12 juillet 2011                     | After the Feast 15 mars 2012        | Une danse avec les dragons             | 9 janvier 2013                       | 4 mars 2015       |                   | L’Intégrale 5 5 novembre 2014 | L’Intégrale 5 8 avril 2015      |
| The Winds of Winter  | NC                                  | NC                                  | NC                                  | NC                                  | NC                                     | NC                                   | NC                | NC                | NC                            | NC                              |
| A Dream of Spring    | NC                                  | NC                                  | NC                                  | NC                                  | NC                                     | NC                                   | NC                | NC                | NC                            | NC                              |

#### Préludes au Trône de fer
1. Le Chevalier errant, 1999 ((en) The Hedge Knight, 1998)Parue dans l'anthologie Légendes aux éditions J'ai lu.
Réédition  J'ai lu, 2009, dans un volume de poche intitulé Préludes au Trône de fer, qui réunit Le Chevalier errant et L'Épée lige.
2. L'Épée lige, 2005 ((en) The Sworn Sword, 2003)Parue dans l'anthologie Légendes de la fantasy T1 aux éditions Pygmalion et J'ai lu.
Réédition J'ai lu, 2009, dans un volume de poche intitulé Préludes au Trône de fer, qui réunit Le Chevalier errant et L'Épée lige.
3. L'Œuf de dragon, Pygmalion, 2014 ((en) The Mystery Knight, 2010)Parue dans l'anthologie Warriors.
Rééditée en poche par J'ai lu en 2016.
4. La Princesse et la Reine, ou les Noirs et les Verts, 2016 ((en) The Princess and the Queen, 2013)Parue dans l'anthologie Dangerous Women aux éditions J'ai lu et se déroulant à l'époque de la danse des dragons.
5. Le Prince vaurien, ou, le Frère d'un roi, 2018 ((en) The Rogue Prince or the King’s Brother, 2014)Parue dans l'anthologie Vauriens et se déroulant durant les années antérieures aux événements relatés dans La Princesse et la Reine, ou les Noirs et les Verts.
6. Les Fils du Dragon, 2019 ((en) The Sons of the Dragon, 2017)Parue dans l'anthologie Épées et Magie et se déroulant durant les années antérieures aux événements relatés dans Le Prince vaurien, ou, le Frère d'un roi.

- Chroniques du chevalier errant, Pygmalion, 2015 (A Knight of the Seven Kingdoms, 2015)Recueil contenant les trois premières nouvelles. Réédité en poche par J'ai lu en 2017.
- Feu et Sang, Pygmalion, 2018 ((en) Fire and Blood, 2018)La traduction française, assurée par Patrick Marcel, divise le volume en deux tomes[30] dont le premier est paru le 21 novembre 2018 et le second le 29 mai 2019. Il s'agit d'un « livre d'histoire fictive » (selon les propres mots de George R.R. Martin) qui présente la saga des rois de la dynastie Targaryen à Westeros et raconte la conquête qui a uni les Sept Couronnes sous leur règne, trois siècles avant les événements relatés dans Le Trône de fer[31]. Une version française en un seul volume est paru le 20 novembre 2019.

#### Romans
- L'Agonie de la lumière, J'ai lu, 1980 ((en) Dying of the light/After the festival, 1977)
- Le Volcryn, Presses de la Cité, 1982 ((en) Nightflyers, 1980)Prix Locus du meilleur roman court 1981 - Réédition, ActuSF, 2010 ; réédition sous le titre Nightflyers, ActuSF, 2018
- Armageddon Rag, La Découverte, 1985 ((en) The Armageddon Rag, 1983)Prix Balrog du meilleur roman 1984 - Réédition Pocket, 2000 ; réédition Denoël, 2012 avec une nouvelle traduction de Jean-Pierre Pugi ; réédition Gallimard, coll. « Folio SF » no 483, 2014
- Riverdream, Mnémos, 2005 ((en) Fevre Dream, 1983)Réédition J'ai lu, 2008 ; réédition sous le titre Rêve de Fevre, Pygmalion, 2019
- Le Voyage de Haviland Tuf, Mnémos, 2006 ((en) Tuf Voyaging, 1986)Réédition J'ai lu, 2009 ; réédition, ActuSF, 2020
- Skin Trade, ActuSF, 2012 ((en) The Skin Trade, 1989)Prix World Fantasy du meilleur roman court 1989 - Réédition J'ai lu, 2014
- Le Chasseur et son ombre, Bragelonne, 2008 ((en) Hunter's Run, 2007)Écrit avec Gardner R. Dozois et Daniel Abraham. Réédition Gallimard, coll. « Folio SF » no 445, 2013

#### Recueils de nouvelles
- Chanson pour Lya, J'ai lu, 1982 ((en) A Song for Lya and Other Stories, 1976)Prix Locus du meilleur recueil de nouvelles 1977 - Réédition sous le titre Une chanson pour Lya et autres nouvelles, J'ai lu, 2013
  - Chanson pour Lya, 1982 ((en) A Song for Lya, 1974)Prix Hugo du meilleur roman court 1975
  - Au matin tombe la brume, 1982 ((en) With Morning Comes Mistfall, 1973)
  - Il y a solitude et solitude, 1979 ((en) The Second Kind of Loneliness, 1972)Première parution française sous le titre Solitude du deuxième type dans l'anthologie Univers 17 aux éditions J'ai lu
  - Pour une poignée de volutoines, 1982 ((en) Override, 1973)
  - Le Héros, 1982 ((en) The Hero, 1971)
  - L'Éclaireur, 1982 ((en) Dark, Dark Were the Tunnels, 1973)
  - VSL, 1982 ((en) FTA, 1974)
  - La Sortie de San Breta, 1982 ((en) The Exit to San Breta, 1972)
  - Diaporama, 1982 ((en) Slide Show, 1973)
  - Le Run aux étoiles, 2013 ((en) Run to Starlight, 1974)
- Des astres et des ombres, J'ai lu, 1983 ((en) Songs of Stars and Shadows, 1977)
  - Tour de cendre, 1983 ((en) This Tower of Ashes, 1976)
  - Saint Georges ou Don Quichotte, 1983 ((en) Patrick Henry, Jupiter, and the Little Red Brick Spaceship, 1976)
  - La Bataille des Eaux-Glauques, 1983 ((en) Men of Greywater Station, 1976)Écrit avec Howard Waldrop.
  - Un luth constellé de mélancolie, 1981 ((en) The Lonely Songs of Laren Dorr, 1976)Première parution française sous le titre Comme un chant de lumière triste dans l'anthologie Le Livre d'or de la science-fiction : Le Monde des chimères aux éditions Pocket
  - La Nuit des vampyres, 1983 ((en) Night of the Vampyres, 1975)
  - Les Fugitifs, 1982 ((en) The Runners, 1975)Première parution française sous le titre La Poursuite dans la revue Fiction no 330 aux éditions OPTA
  - Équipe de nuit, 1983 ((en) Night Shift, 1973)
  - « ... Pour revivre un instant », 1983 ((en) "...for a Single Yesterday", 1975)
  - Sept fois, sept fois l'homme, jamais !, 1983 ((en) And Seven Times Never Kill Man, 1975)
- Elle qui chevauche les tempêtes, Denoël, coll. « Lunes d'encre », 1999 ((en) Windhaven, 1981)Écrit avec Lisa Tuttle. Réédition sous le titre Windhaven, J'ai lu, 2007 ; réédition sous le titre Elle qui chevauche les tempêtes, Gallimard, coll. « Folio SF » no 652, 2020
  - Tempête, 1999 ((en) The Storm of Windhaven, 1975)Première parution en France en 1978 dans la revue Futurs no 5 traduit par Charles Canet sous le titre Les Tempêtes de Port-du-Vent - Prix Locus du meilleur roman court 1976
  - Une-Aile, 1999 ((en) One-Wing, 1980)
  - La Chute, 1999 ((en) The Fall, 1981)
- Les Rois des sables, J'ai lu, 2007 ((en) Sandkings, 1981)Prix Locus du meilleur recueil de nouvelles d'un auteur unique 1982
  - Par la croix et le dragon, 1981 ((en) The Way of Cross and Dragon, 1979)Nouvelle précédemment parue dans l'anthologie Univers 1981 aux éditions J'ai lu - Prix Hugo de la meilleure nouvelle courte et prix Locus de la meilleure nouvelle courte 1980
  - Âprevères, 2007 ((en) Bitterblooms, 1977)
  - Vifs-amis, 2007 ((en) Fast-Friend, 1976)
  - La Cité de pierre, 2003 ((en) The Stone City, 1977)
  - La Dame des étoiles, 2007 ((en) Starlady, 1976)
  - Les Rois des sables, 1981 ((en) Sandkings, 1979)Parue dans l'anthologie Univers 1981 aux éditions J'ai lu, sous le titre Rois des sables -  Prix Nebula de la meilleure nouvelle longue en 1979, prix Hugo de la meilleure nouvelle longue et prix Locus de la meilleure nouvelle longue en 1980
  - Dans la maison du ver, 2013 ((en) In The House of The Worm, 1976)
- R.R.étrospective, Pygmalion, 2017 ((en) GRRM: A RRetrospective, 2003)
- (fr) Dragon de glace, ActuSF, 2011
  - Le Dragon de glace, 2002 ((en) Ice Dragon, 1980)Réédition sous le titre Dragon de glace et illustré par Luis Royo, Flammarion Jeunesse, 2015
  - Dans les contrées perdues, 2003 ((en) In the Lost Lands, 1982)
  - L'Homme en forme de poire, 2004 ((en) The Pear-Shaped Man, 1987)Prix Bram-Stoker de la meilleure nouvelle longue 1987
  - Portrait de famille, 2011 ((en) Portraits of His Children, 1985)Prix Nebula de la meilleure nouvelle longue 1985
- (fr) Au fil du temps, ActuSF, 2013
  - La Forteresse, 2013 ((en) The Fortress, 2003)
  - Et la mort est son héritage..., 2013 ((en) And Death His Legacy, 2003)
  - Week-end en zone de guerre, 2013 ((en) Weekend in a War Zone, 1977)
  - Une affaire périphérique, 1983 ((en) A Peripheral Affair, 1973)
  - Vaisseau de guerre, 1980 ((en) Warship, 1979)Écrit avec George Florance-Guthridge.
  - Variantes douteuses, 2013 ((en) Unsound Variations, 1982)
  - Assiégés, 2013 ((en) Under Siege, 1985)
- (fr) La Fleur de verre, ActuSF, 2014
  - Fleur de verre, 2014 ((en) The Glass Flower, 1986)
  - Une nuit au Chalet du Lac, 2013 ((en) A Night at the Tarn House, 2009)Nouvelle précédemment parue dans le premier tome du recueil Chansons de la Terre mourante aux éditions ActuSF
  - Cette bonne vieille Mélodie, 2014 ((en) Remembering Melody, 1981)
  - Le Régime du singe, 2012 ((en) The Monkey Treatment, 1983)Prix Locus de la meilleure nouvelle longue 1984
  - Les Hommes aux aiguilles, 1982 ((en) The Needle Men, 1981)Première parution française dans la revue Fiction no 333 aux éditions OPTA
  - Y a que les gosses qui ont peur du noir, 2014 ((en) Only Kids Are Afraid of the Dark, 1967)
  - On ferme !, 2014 ((en) Closing Time, 1982)

#### Autres nouvelles
- (en) The Last Super Bowl Game, 1975Parue dans le magazine Gallery
- Retour aux sources..., 1983 ((en) Meathouse Man, 1976)Publiée dans l'anthologie Le Livre d'or de la science-fiction : Orbit, L'anthologie de Damon Knight, Pocket, coll. « Science-fiction »
- (en) Nobody Leaves New Pittsburg, 1976Parue dans le magazine Amazing Science Fiction
- Ni les feux multicolores d’un anneau stellaire, 2018 ((en) Nor the Many-Colored Fires of a Star Ring, 1976)Publiée dans l'anthologie Faster Than Light par Jack Dann et George Zebrowski, traduit en français dans le recueil Nightflyers et autres récits, ActuSF, coll. « Perles d'Épice »
- Gardiens, 1983 ((en) Guardians, 1981)Publiée dans l'anthologie Univers 1983, J'ai lu - Prix Locus de la meilleure nouvelle longue 1982
- Partir à point, 2014 ((en) Shell Game, 1987)Publiée dans l'anthologie Wild Cards, J'ai lu, coll. « Nouveaux Millénaires »
- Jube, 2015 ((en) Jube, 1987)Publiée en sept chapitres répartis dans l'ensemble de l'anthologie Aces High, J'ai lu, coll. « Nouveaux Millénaires »
- Un hiver bien long, 2015 ((en) Winter's Chill, 1987)Publiée dans l'anthologie Aces High, J'ai lu, coll. « Nouveaux Millénaires »
- Tous les chevaux du Roi, 2016 ((en) All the King's Horses, 1988)Publiée en sept chapitres répartis dans l'ensemble de l'anthologie Down and Dirty, J'ai lu, coll. « Nouveaux Millénaires »

#### Divers
- Game of Thrones - Le Livre des festins, Huginn & Muninn, 2014 ((en) A Feast of Ice and Fire: The Official Game of Thrones Companion Cookbook, 2012)Livre de recettes de cuisine
- Maximes et pensées de Tyrion Lannister, J'ai lu, 2014 ((en) The Wit and Wisdom of Tyrion Lannister, 2013)Recueil de citations
- Game of Thrones - Les Origines de la saga, Huginn & Muninn, 2014 ((en) The World of Ice and Fire : The Untold History of the World of A Game of Thrones, 2014)
- Game of Thrones - Les Cartes du monde connu, Huginn & Muninn, 2015 ((en) The Lands of Ice and Fire, 2014)
- Le Dothraki facile, J'ai lu, coll. « Nouveaux Millénaires », 2017 ((en) Living Language Dothraki, 2014)
- (en) Starport, 2019Roman graphique illustré par Raya Golden[32]

### Éditeur et anthologiste

#### SérieWild Cards
Wild Cards est une série d'anthologies de science-fiction uchronique de super-héros écrite en collaboration par de nombreux auteurs depuis 1987. Elle est éditée par George R. R. Martin qui en est également l'un des contributeurs.
1. Wild Cards, J'ai lu, coll. « Nouveaux Millénaires », 2014 ((en) Wild Cards, 1987)
2. Aces High, J'ai lu, coll. « Nouveaux Millénaires », 2015 ((en) Aces High, 1987)
3. Jokers Wild, J'ai lu, coll. « Nouveaux Millénaires », 2015 ((en) Jokers Wild, 1987)
4. Aces Abroad, J'ai lu, coll. « Nouveaux Millénaires », 2015 ((en) Aces Abroad, 1988)
5. Down and Dirty, J'ai lu, coll. « Nouveaux Millénaires », 2016 ((en) Down and Dirty, 1988)
6. Ace in the Hole, J'ai lu, coll. « Nouveaux Millénaires », 2016 ((en) Ace in the Hole, 1990)
7. Dead Man's Hand, J'ai lu, coll. « Nouveaux Millénaires », 2018 ((en) Dead Man's Hand, 1990)
8. One-Eyed Jacks, J'ai lu, coll. « Nouveaux Millénaires », 2019 ((en) One-Eyed Jacks, 1991)
9. Jokertown Shuffle, J'ai lu, coll. « Nouveaux Millénaires », 2020 ((en) Jokertown Shuffle, 1991)
10. (en) Double Solitaire, 1992Roman écrit par Melinda Snodgrass
11. (en) Dealer's Choice, 1992
12. (en) Turn of the Cards, 1993Roman écrit par Victor Milán
13. (en) Card Sharks, 1993
14. (en) Marked Cards, 1994
15. (en) Black Trump, 1995
16. (en) Deuces Down, 2002
17. (en) Death Draws Five, 2006Roman écrit par John J. Miller
18. (en) Inside Straight, 2008
19. (en) Busted Flush, 2008
20. (en) Suicide Kings, 2009
21. (en) Fort Freak, 2011
22. (en) Lowball, 2014
23. (en) High Stakes, 2016
24. (en) Mississippi Roll, 2017
25. (en) Low Chicago, 2018
26. (en) Texas Hold'em, 2018
27. (en) Knaves Over Queens, 2018
28. (en) Three Kings, 2020
29. (en) Joker Moon, 2021
30. (en) Full House, 2022
31. (en) Pairing Up, 2023
32. (en) Sleeper Straddle, 2024

#### Autres anthologies
Toutes ces anthologies sont éditées conjointement avec Gardner R. Dozois.
- Chansons de la Terre mourante, ActuSF, 2013 ((en) Songs of the Dying Earth, 2009)Hommage à Jack Vance, deux volumes parus en français (sur trois prévus)
- (en) Warriors, 2010
- (en) Songs of Love and Death, 2010
- (en) Down These Strange Streets, 2011
- Dangerous Women, J'ai lu, 2016 ((en) Dangerous Women, 2013)Paru en français en deux volumes en 2016 et 2017
- (en) Old Mars, 2013
- Vauriens, Pygmalion, 2018 ((en) Rogues, 2014)
- (en) Old Venus, 2015

## Récompenses
- Prix Balrog
  - Prix Balrog du meilleur roman 1984 pour Armageddon Rag
- Prix Bram-Stoker
  - Prix Bram-Stoker de la meilleure nouvelle longue 1987 pour L'Homme en forme de poire[33]
- Prix Hugo
  - Meilleur roman court 1975 pour Chanson pour Lya[34]
  - Meilleure nouvelle longue 1980 pour Les Rois des sables[34]
  - Meilleure nouvelle courte 1980 pour Par la croix et le dragon[34]
  - Meilleur roman court 1997 pour Blood of the Dragon[34]
- Prix Locus
  - Meilleur roman court 1976 pour Les Tempêtes de Port-du-Vent (avec Lisa Tuttle)[35]
  - Meilleur recueil de nouvelles 1977 pour Chanson pour Lya[35]
  - Meilleure nouvelle longue 1980 pour Les Rois des sables[35]
  - Meilleure nouvelle courte 1980 pour Par la croix et le dragon[35]
  - Meilleur roman court 1981 pour Le Volcryn[35]
  - Meilleure nouvelle longue 1982 pour Gardiens[35]
  - Meilleur recueil de nouvelles 1982 pour Les Rois des sables[35]
  - Meilleure nouvelle longue 1984 pour Le Régime du singe[35]
  - Meilleur roman de fantasy 1997 pour A Game of Thrones[35]
  - Meilleur roman de fantasy 1999 pour A Clash of Kings[35]
  - Meilleur roman de fantasy 2001 pour A Storm of Swords[35]
  - Meilleure anthologie 2011 pour Warriors[35]
  - Meilleur roman de fantasy 2012 pour A Dance with Dragons[35]
  - Meilleure anthologie 2014 pour Old Mars[35]
  - Meilleure anthologie 2015 pour Vauriens[35]
  - Meilleure anthologie 2016 pour Old Venus[35]
- Prix Nebula
  - Meilleure nouvelle longue 1979 pour Les Rois des sables[36]
  - Meilleure nouvelle longue 1985 pour Portrait de famille[36]
  - Meilleur scénario pour un jeu 2022 pour Elden Ring[36]
- Phantastik Preis
  - Meilleur roman étranger 2013 pour A Dance with Dragons
- Prix World Fantasy
  - Meilleur roman court 1989 pour Skin Trade[37]
  - Grand maître 2012[38]
  - Meilleure anthologie 2014 pour Dangerous Women[39]

## Jeux vidéo
- Elden Ring (consultant)

### Traduction
- (en) Cet article est partiellement ou en totalité issu de l’article de Wikipédia en anglais intitulé « George R. R. Martin » (voir la liste des auteurs).